# OLI’s Wilde Welt
OLI’s Wilde Welt ist eine Tiersendung für Kinder, die vom Südwestrundfunk produziert und zuletzt samstags um 10:05 Uhr im KiKA ausgestrahlt wurde. Es ist die Nachfolgeserie von Philipps Tierstunde.

## Inhalt
Die Klappmaulpuppe OLI (Oskar Leopold Immergrün) möchte einmal König der Tiere werden und dafür muss er natürlich alles über Tiere wissen. Wie sie aussehen, wo und wie sie leben, wie alt sie werden und vieles mehr. Er möchte Freunde und Feinde der Tiere kennenlernen und wissen, wovon sie sich ernähren. Daher macht sich OLI auf den Weg in Tierparks, in ferne Länder oder über das Meer, um hier mehr über Seepferdchen, Stachelschweine, Haie und viele andere Tiere zu erfahren. Sein neu erworbenes Wissen trägt OLI in sein „Grünes Buch“ ein – das Tierlexikon.
Bis 2007 wurde die Sendung moderiert und im Studio produziert. In den darauf folgenden Episoden (produziert zwischen April 2008 bis Dezember 2012) wurde OLI von seinem Erfinder-Freund und Mitbewohner Tobi Tüftel, gespielt von Jan Mixsa, unterstützt.
Im SWR Kindernetz war ein Online-Tierlexikon verfügbar mit den Einträgen aus OLIs „Grünem Buch“. Außerdem gab es Spiele, ein Tierforum und ein Quiz.

## Ableger
Von 2010 bis 2014 wurde die Sendung im Doppelpack dem Spin-off 3,2,1 keins – Das OLI-Quiz ausgestrahlt, einem interaktiven Kinder-Quiz. Ab September 2014 wurden die Sonder-Reihen Die Expeditionen und In Afrika ausgestrahlt.
Expeditionen
- OLI’s Walsafari – Wale
- Biber in der Stadt – Biber
- Ich verstehe nicht – Känguru
- Der Nussdieb – Eichhörnchen
- Viel Glück, Kleiner – Koala
- Auf leisen Sohlen – Luchs
- Ein Tag am Meer – Seelöwen
- Die Wette – Waran, Koala, Pelikan
- Die große Liebe – Kegelrobben
- OLI’s Drachenhöhle – Grottenolm
- Pfiffige freunde – Murmeltiere
- Die mutigsten Vögel – Trottellumme
- Die Kanarienvögel der Meere – Belugawale
- König trifft König – Steinbock
- Der Drecksack – Seehunde
- Bärenhunger – Eisbär
- Ruf der Wildnis – Wolf
- Maskenball unter Wasser – Krake
- Vogel des Glücks – Kraniche
- Die italienische Mission – Seepferdchen

In Afrika
- Die Löwenschule – Löwen 1
- Freund oder Feind – Python
- Der Babysitter – Tierbabies
- Das unheimliche Geräusch – Löffelhunde
- Kalt erwischt – Krokodile
- Übung macht den Meister – Erdmännchen 2
- Ach du dickes Ei – Vogelstrauss
- Das Findelkind – Schakale
- Eine Krankengeschichte – Nashörner
- Das gefährlichste Tier der Welt – Erdmännchen 1
- Die Langfinger-Bande – Paviane
- Kleiner Elefant – verzweifelt gesucht – Elefant
- Puschel und die Plagegeister – Löwen 2
- Der Tierfriedhof – Lamm, Springbock
- Der Wettlauf – Geparden
- Eine wilde Zeit – Erdmännchen, Leopard, Giraffe
- Schwein gehabt – Warzenschwein
- Allein auf weiter Flur – Hyäne
- Das große Graben – Paviane, Schildkröten
- Unter Geiern – Geier